# KADO: The Right Answer
Kado: The Right Answer (正解するカド, Seikai Suru Kado, litt. « Kado : La Bonne Réponse »), stylisé aussi KADO: The Right Answer, est une série télévisée d'animation japonaise en CG produite par Toei Animation. La série est diffusée pour la première fois au Japon entre avril et juin 2017,,.

## Intrigue
Tokyo, août 2017. En prenant l'avion pour un voyage d'affaires, Kōjirō Shindō et son collègue Shun Hanamori sont témoins de l'apparition soudaine d'un gigantesque cube appelé KADO, apparaissant de nulle part, ce cube arrive droit sur leur avion qui ne pouvait pas dépasser la vitesse du cube. Alors que 252 passagers, y compris Kōjirō, Shun et les membres de l'équipage, sont emmenés indemnes à l'intérieur du cube, ils y rencontrent un étrange être qui provient de KADO ressemblant à un être humain ordinaire. Il s'identifie comme Yaha-kui zaShunina, et souhaite « faire progresser le monde »…

## Personnages

### Personnages principaux
- Kōjirō Shindō (真道 幸路朗, Shindō Kōjirō?)

Voix japonaise : Hiroaki Miura,
Un négociateur qualifié travaillant pour le ministère des Affaires étrangères japonais. Il est actuellement la seule personne qui a été forcé d'obtenir un sens de l'anisotrope parce qu'il était la première personne à quitter le Kado quand, à ce moment, les informations sur les humains n'ont pas encore été terminées. Cela lui permet de créer son propre Wam. Après avoir rencontré Yaha-kui zaShunina, il s'est retiré de son poste actuel et est devenu le négociateur du côté anisotrope. Il considère Yaha-kui zaShunina comme un humain normal et est ouvert aux dispositifs que zaShunina a introduit à l'humanité mais il est toutefois convaincu autrement par Saraka.
- Yaha-kui zaShunina (ヤハクィザシュニナ?)

Voix japonaise : Takuma Terashima,
Un organisme venant de « l'extérieur de l'univers », l'anisotropie, qui souhaite interagir avec les Affaires intérieures du Japon dans le but d’accélérer l'évolution de l'humanité. Il a choisi le Japon en raison du « sentiment d'empathie » que les Japonais ont plus élevé que dans les autres régions du monde. Il introduit progressivement quatre dispositifs à l'humanité: Kado (un cube avec de puissantes capacités informatiques); Wam (une paire de sphères contenant de l'énergie infinie); Sansa (un cerveau en coupe transversale qui provoque un sens de l'anisotrope lorsqu'il est regardé); et Nanomis-hein (une sphère fragmentée qui peut altérer la masse, l'inertie et la gravité). En ne se faisant pas passer pour une menace initialement, zaShunina révèle plus tard sa vraie nature avec violence dans la réalisation de ses objectifs.
- Saraka Tsukai (徭 沙羅花, Tsukai Saraka?)

Voix japonaise : Mao Ichimichi,
La négociatrice internationale pour le Ministère qui agit actuellement au nom de la délégation du gouvernement japonais. Bien qu'elle ne soit pas contre l'anisotropique lui-même, elle désapprouve les dispositifs que Yaha-kui zaShunina introduit puisqu'ils influent sur la « dignité de l'humanité » et incite Shindō à reconsidérer le but de Yaha-kui zaShunina. Elle est plus tard révélée être un être anisotrope elle-même et l'administrateur de l'univers dans lequel l'humanité réside.

### Gouvernement du Japon
- Shun Hanamori (花森 瞬, Hanamori Shun?)

Voix japonaise : Sōma Saitō,
Le collègue de Shindō. Il est devenu le négociateur du gouvernement japonais auprès de l'anisotropique après que Shindō lui a communiqué l'offre et lui a donné.
- Shūhei Asano (浅野 修平, Asano Shūhei?)

Voix japonaise : Kenji Akabane,
Secrétaire adjoint à la Commission nationale de la sécurité publique. Il est allé dans la même université que Shindō.
- Ritsu Natsume (夏目 律, Natsume Ritsu?)

Voix japonaise : Shizuka Itō,
Travaille dans l'équipe d'information de l'Agence de sécurité nationale du secrétariat du Cabinet. Elle est également allée dans la même université que Shindō et Asano. Elle est amoureuse de Shindō, mais elle s'est rendu compte qu'elle « n'est pas capable de s'occuper de lui », elle s'est alors rétractée.
- Kōzō Inuzuka (犬束 構造, Inuzuka Kōzō?)

Voix japonaise : Hiroshi Naka,
Le Premier ministre du Japon.
- Kiyotaka Ubuka (羽深 清鷹, Ubuka Kiyotaka?)

Voix japonaise : Shirō Saitō
Le Secrétaire général du Cabinet.
- Naomi Sasa'uchi (笹内 直己, Sasauchi Naomi?)

Voix japonaise : Masami Kikuchi
Le ministre adjoint des Affaires étrangères responsable des affaires gouvernementales.
- Eiji Igarashi (五十嵐 英治, Igarashi Eiji?)

Voix japonaise : Manabu Muraji
Le vice-ministre administratif du bureau du Cabinet.

### Forces japonaises d'autodéfense
- Atsuhiko Agata (阿方 篤彦, Agata Atsuhiko?)

Voix japonaise : Tsuyoshi Koyama
Un sergent-chef de la Force terrestre d'autodéfense japonaise.
- Tetsuo Ōishi (大石 哲男, Ōishi Tetsuo?)

Voix japonaise : Hironori Handa
Un officiel des Forces japonaises d'autodéfense.

### Conseil scientifique du Japon
- Tetsuto Mifune (御船 哲人, Mifune Tetsuto?)

Voix japonaise : Rie Kugimiya,
Un physicien membre du Conseil scientifique du Japon, il appartient à l'Institut de recherche des sciences intégré. C'est un lauréat du prix Nobel.
- Kanata Shinawa (品輪 彼方, Shinawa Kanata?)

Voix japonaise : Rie Kugimiya,
Une chercheuse de génie qui est invitée à en apprendre davantage sur le Wam. Elle est la seule, sauf Kōjirō, à être capable de créer son propre Wam en raison de son esprit enfantin.

### SETTEN
- Takumi Gonno (言野 匠, Gonno Takumi?)

Voix japonaise : Takuya Kirimoto,
Un reporter de NNK qui s'intéresse à l'anisotropique. Après que sa vidéo de rapportage a obtenu un milliard de vues, il a été recruté par le PDG de SETTEN, Adam Ward.
- Utamaru (歌丸?)

Voix japonaise : Daisuke Sakaguchi,
L'ingénieur de la vision et de l'éclairage qui travaille avec Takumi.
- Emi (画美?)

Voix japonaise : Hisayoshi Suganuma,
Le cadreur et conducteur qui travaille avec Takumi.
- Adam Ward (アダム・ワード, Adamu Wādo?)

Voix japonaise : Jin Horikawa
Le Président-directeur général du plus important services Internet au monde, SETTEN.

### Autres
- Sophie Fukamizu (深水 ソフィー, Fukamizu Sofī?)

Voix japonaise : Yūko Kaida
Une présentatrice de journal.
- Miharu Shindo (真道 美晴, Shindō Miharu?)

Voix japonaise : Noriko Uemura
La mère de Kojiro, elle dirige un petit restaurant dans le quartier commerçant de Chōfu.
- Nihei Tsukai (徭 仁平, Tsukai Nihei?)

Voix japonaise : Ikuya Sawaki
Le père de Saraka, c'est un orfèvre qui emploie souvent le repoussé.
- Satoru Tsukai (徭 悟, Tsukai Satoru?)

Voix japonaise : Tomoaki Maeno
Le frère de Saraka.
- Yukika Shindō (真道 幸花, Shindō Yukika?)

Voix japonaise : Yū Serizawa
Yukika est la fille de Saraka et de Shindō âgée de 16 ans. En utilisant Nanomis-hein, ils ont changé le cours du temps relatif jusqu'à 16 ans plus tard et pendant ce temps, Hanamori a élevé Yukika. On dit que Yukika est « l'atout de Shindō et Saraka » pour aller contre zaShunina parce qu'elle est née d'un être humain et d'un être anisotrope.

## Productions et supports

### Anime

#### Série télévisée
Dans leur présentation du résultat financier du deuxième trimestre de 2016, Toei Animation a confirmé qu'ils étaient en production d'un projet d’anime original intitulé Seikai Suru Kado. Le site officiel de la série est ouvert en fin août. Mado Nozaki est chargé du scénario de la série, Kazuya Murata la réalise avec Masaki Watanabe, et l'illustrateur Ako Arisaka s'est appliqué pour les chara-designs originaux. Kōichi Noguchi en est le producteur,,. Takaya Kamikawa résume les événements précédents au début de chaque épisode.
L’anime a été diffusé pour la première fois en avril 2017 au Japon sur Tokyo MX, MBS, BS Fuji et AT-X avec une diffusion en ligne via Amazon Prime Video,. L'anime est composé de 13 épisodes, dont le dernier a été diffusé le 30 juin 2017. Crunchyroll détient les droits de diffusion en simulcast dans les pays francophones.
M.A.O interprète le générique d'introduction intitulé Tabishi (旅詩, litt. « Poème de voyage ») sous son nom de personnage Saraka Tsukai, et HARUCA pour le générique de fin intitulé Eien no Kotae (永遠のこたえ, litt. « Réponse de l'Éternité »).

##### Liste des épisodes
| No                                                               | Titre français     | Titre japonais     | Titre japonais     | Date de 1re diffusion |
| No                                                               | Titre français     | Kanji              | Rōmaji             | Date de 1re diffusion |
| ---------------------------------------------------------------- | ------------------ | ------------------ | ------------------ | --------------------- |
| 0                                                                | Ninovo             | ニノヴォ           | Ninovo             | 6 avril 2017          |
| 1                                                                | Yaha-kui zaShunina | ヤハクィザシュニナ | Yaha-kui zaShunina | 7 avril 2017          |
| 2                                                                | Novo               | ノヴォ             | Novo               | 14 avril 2017         |
| 3                                                                | Wam                | ワム               | Wamu               | 21 avril 2017         |
| 4                                                                | Rotowa             | ロトワ             | Rotowa             | 28 avril 2017         |
| 5                                                                | Nanoka             | ナノカ             | Nanoka             | 5 mai 2017            |
| 6                                                                | Tetrok             | テトロク           | Tetoroku           | 12 mai 2017           |
| 6.5                                                              | Ekwari             | エクワリ           | Ekuwari            | 19 mai 2017           |
| Note : Il s'agit d'un récapitulatif des six précédents épisodes. |                    |                    |                    |                       |
| 7                                                                | Sansa              | サンサ             | Sansa              | 26 mai 2017           |
| 8                                                                | Talnel             | タルネル           | Taruneru           | 2 juin 2017           |
| 9                                                                | Nanomis-hein       | ナノミスハイン     | Nanomisuhain       | 9 juin 2017           |
| 10                                                               | To Wa No Sa Ki Wa’ | トワノサキワ'      | Towanosakiwa'      | 16 juin 2017          |
| 11                                                               | Wanoraru           | ワノラル           | Wanoraru           | 23 juin 2017          |
| 12                                                               | Yukika             | ユキカ             | Yukika             | 30 juin 2017          |

#### Film d'animation
Annoncé en avril 2018, le film d'animation KADO:Beyond Information est projeté pour la première fois à l'Anifilm (en), un festival international de films d'animation se déroulant en République tchèque. Le long-métrage, qui dure 2 heures, est présenté comme étant l'« épisode 12.5 », qui était censé être un récapitulatif des épisodes 7 à 12 mais a subi des modifications pour contenir des sous-titres anglais et compiler les douze épisodes de la série télévisée tout en intégrant de nouvelles scènes, et dont la fin a également été modifiée,,,. Toei Animation a mis en ligne le film sur YouTube le 22 mai 2018 et prévoit de le retirer le 4 juin 2018 à 10 h JST,,.

### Manga
Une adaptation en manga a été lancée le 22 mars 2017 dans le magazine Monthly Morning Two de Kōdansha. Mutsumi Okuhashi dessine le manga alors que Mado Nozaki a été crédité pour le travail original. Annoncé dans le numéro de février 2018 du même magazine, paru le 21 décembre 2017, cette adaptation s'est conclue dans le numéro suivant qui est publié le 22 janvier 2018. Au total, le manga a été relié en trois volumes tankōbon.
Un manga spin-off intitulé Seikai Suru KADO: Aoi haru to railgun (正解するカド 青い春とレールガン, litt. « KADO : La Bonne Réponse -Le Printemps bleu et le Railgun- ») a été lancé sur le site Web Comic Zenyon de North Star Pictures le 29 avril 2017. Kōki Ochiai en est l'auteur; cette série dérivée est compilée en un unique volume tankōbon, dont le huitième et dernier chapitre est publié le 7 juillet 2017. L'histoire de ce manga prend place après l'épisode 5 de la série anime et suit un groupe de lycéens dont la vie a complètement changé après l'arrivée de Kado et de la source d'énergie infinie, Wam.

#### Liste des tomes

##### Seikai suru Kado
| no | Japonais         | Japonais          |
| no | Date de sortie   | ISBN              |
| -- | ---------------- | ----------------- |
| 1  | 23 juin 2017     | 978-4-0638-8739-6 |
| 2  | 21 décembre 2017 | 978-4-0651-0739-3 |
| 3  | 23 avril 2018    | 978-4-0651-1350-9 |

##### Aoi haru to railgun
| no | Japonais        | Japonais          |
| no | Date de sortie  | ISBN              |
| -- | --------------- | ----------------- |
| 1  | 20 juillet 2017 | 978-4-1998-0427-4 |

## Accueil
En février 2018, Kado: The Right Answer a été nommée dans la catégorie des « séries télévisées d'animation en CG » pour les VFX-Japan Awards, qui récompensent les meilleurs effets visuels venant du Japon,. La série a également été nommée dans la catégorie « Meilleur CGI » lors des Anime Awards 2017 de Crunchyroll,. Elle a aussi été nommée dans la catégorie « Media » pour le 49e prix Seiun en avril 2018,.
En juillet 2018, la Motion Picture and Television Engineering Society of Japan a annoncé que la série est lauréat dans la catégorie « Animation » de la 71e édition de ses MPTE Awards.

### Annotations
1. ↑  Le site et la bande-annonce de l'épisode 12 affiche comme titre ◿ΓΞ.

### Sources
1. 1 2  (en) « Toei Makes Original Anime "Kado" - Correct Answer for… », sur Anime News Network, 7 novembre 2015 (consulté le 2 juin 2017).
2. 1 2  (en) « Toei Unveils Kado: The Right Answer TV CG Anime's 'Trailer 01.1' & April Premiere », sur Anime News Network, 3 décembre 2016 (consulté le 2 juin 2017).
3. 1 2  « Le plein d'info pour Seikai Suru Kado », sur manga-news.com, 31 janvier 2017 (consulté le 2 juin 2017).
4. 1 2  (ja) « Broadcast », sur Site officiel (consulté le 2 juin 2017).
5. 1 2 3 4 5 6 7 8 9 10 11 12 13 14 15 16 17  (ja) « STAFF&CAST », sur Site officiel (consulté le 2 juin 2017).
6. 1 2 3 4 5 6 7 8 9 10 11 12  (en) « Takaya Kamikawa Joins Cast of Kado: The Right Answer Anime », sur Anime News Network, 10 mars 2017 (consulté le 2 juin 2017).
7. ↑  (en) « Kado: The Right Answer Anime's 2nd Trailer Previews Opening Song », sur Anime News Network, 25 mars 2017 (consulté le 2 juin 2017).
8. ↑  (ja) « 12話あらすじ:「⊿Γ≡」 », sur Site officiel,‎ 30 juin 2017 (consulté le 30 juin 2017).
9. ↑  « ANNONCE : KADO : The Right Answer en simulcast sur Crunchyroll », sur Crunchyroll, 6 avril 2017 (consulté le 2 juin 2017).
10. ↑  (ja) « MUSIC », sur Site officiel (consulté le 2 juin 2017).
11. ↑  (en) « Anifilm 2018 : International Festival of Animated Films(チェコ共和国）にて12.5話 “KADO:Beyond Information”がワールドプレミアとして上映されます。 », sur Site officiel,‎ 23 avril 2018 (consulté le 23 mai 2018).
12. ↑  (ja) 「正解するカド」公式 (@Seikaisuru_Kado), « ２時間尺の12.5話/KADO:Beyond Information », sur Twitter,‎ 9 avril 2018 (consulté le 23 mai 2018).
13. ↑  (ja) 「正解するカド」公式 (@Seikaisuru_Kado), « 0〜6話、6.5話総集編、7〜12話、12.5話総集編 - 企画時からこのような構成で進めてきました。12.5話現在編集中。英語字幕ありとなります。 », sur Twitter,‎ 17 octobre 2017 (consulté le 23 mai 2018).
14. ↑  (ja) 「正解するカド」公式 (@Seikaisuru_Kado), « KADO:Beyond Information / 正解するカド12.5話: 1話〜12話（最終話）までの総集編. », sur Twitter,‎ 26 décembre 2017 (consulté le 23 mai 2018).
15. ↑  (en) « SPECIAL SCREENINGS : KADO: BEYOND INFORMATION », sur anifilm.cz (consulté le 23 mai 2018).
16. ↑  (ja) « STORY : ストーリー », sur Site officiel (consulté le 23 mai 2018).
17. ↑  (en) Karen Ressler, « KADO - The Right Answer Gets English-Subtitled Compilation Film on YouTube : 2-hour video now streaming until June 5 », sur Anime News Network, 23 mai 2018 (consulté le 23 mai 2018).
18. ↑  (ja) [vidéo] « 【公式】正解するカド12.5話 KADO:Beyond Information », sur YouTube, 21 mai 2018 (consulté le 23 mai 2018)
19. ↑  (ja) 「正解するカド」公式 (@Seikaisuru_Kado), « 正解するカド12.5話 / KADO:Beyond Information », sur Twitter,‎ 21 mai 2018 (consulté le 23 mai 2018).
20. ↑  (en) « Kado: The Right Answer Anime Gets Manga in March », sur Anime News Network, 21 février 2017 (consulté le 21 décembre 2017).
21. ↑  (en) « Kado: The Right Answer Manga Ends in January », sur Anime News Network, 21 décembre 2017 (consulté le 21 décembre 2017).
22. 1 2  (en) « Kado: The Right Answer Anime Inspires Spinoff Manga », sur Anime News Network, 6 mai 2017 (consulté le 2 juin 2017).
23. ↑  (en) « Kado: the Right Answer Spinoff Manga Ends », sur Anime News Network, 9 juillet 2017 (consulté le 9 juillet 2017).
24. ↑  (en) Karen Ressler, « VFX-Japan Awards Nominates Napping Princess, Blame!, Lu over the wall, Land of the Lustrous, Kado : Live-action Tokyo Ghoul, Ajin films also nominated », sur Anime News Network, 2 mai 2018 (consulté le 24 mai 2018).
25. ↑  (ja) « 過去のアワード : VFX－JAPANアワード2018 受賞作品 », sur vfx-japan.jp,‎ 8 mars 2018 (consulté le 24 mai 2018).
26. ↑  GoToon, « Crunchyroll Anime Awards 2018 : les résultats ! : Le palmarès complet », sur Crunchyroll, 25 février 2018 (consulté le 25 février 2018).
27. ↑  (en) Crunchyroll (@Crunchyroll), « Compilation of all of Anime Awards' winners », sur Twitter, 24 février 2018 (consulté le 25 février 2018).
28. ↑  (en) Karen Ressler, « Kemono Friends, Re:Creators, ID-0, KADO - The Right Answer Nominated for Seiun Sci-Fi Awards : Comic nominations include 7SEEDS, Inuyashiki, And Yet the Town Moves, Hakubo no Chronicle », sur Anime News Network, 27 avril 2018 (consulté le 24 mai 2018).
29. ↑  (ja) « 2018年 第49回星雲賞 », sur Prix Seiun (consulté le 24 mai 2018).
30. ↑  (en) Rafael Antonio Pineda, « KADO - The Right Answer Anime Wins MPTE Animation Award : Original CG anime series premiered in April 2017 », sur Anime News Network, 14 août 2018 (consulté le 15 août 2018).

### Œuvres
Édition japonaise
1. 1 2  (ja) « 正解するカド（１） », sur Kōdansha (consulté le 27 juillet 2017).
2. 1 2  (ja) « 正解するカド（２） », sur Kōdansha (consulté le 27 juillet 2017).
3. 1 2  (ja) « 正解するカド（３） », sur Kōdansha (consulté le 23 mai 2018).
4. 1 2  (ja) « 正解するカド　青い春とレールガン », sur 7net.omni7.jp (consulté le 27 juillet 2017).